# Vitaliy Hodziatsky
Vitaliy Oleksiyovytch Hodziatsky (en ukrainien : Годзяцький Віталій Олексійович), né le 26 décembre 1936 26 à Kiev, est un compositeur et professeur ukrainien. 
Son père était chef de chœur et enseignant. Vitaliy a fait ses études au Conservatoire de Kiev avec Boris Liatochinski, diplômé en 1961. Il a composé de la musique pour piano, orchestre, voix et instruments à vent et à cordes solo.

## Récompenses
- Il a été décoré de l'ordre du Mérite artistique d'Ukraine en 1996